# Władysław Ważny

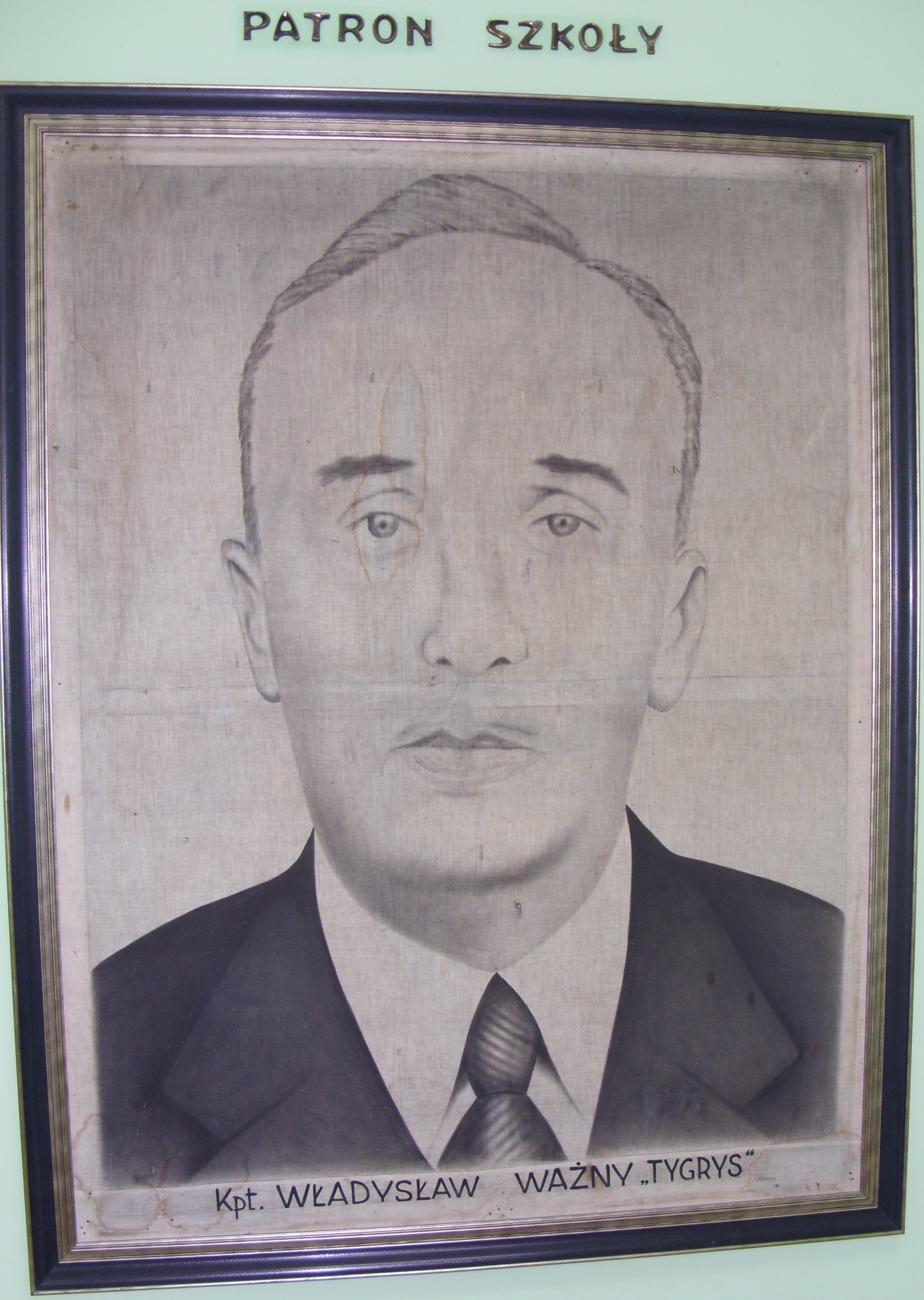
kpt. Władysław Ważny ps. Tygrys, patron szkoły w Rudzie Różanieckiej

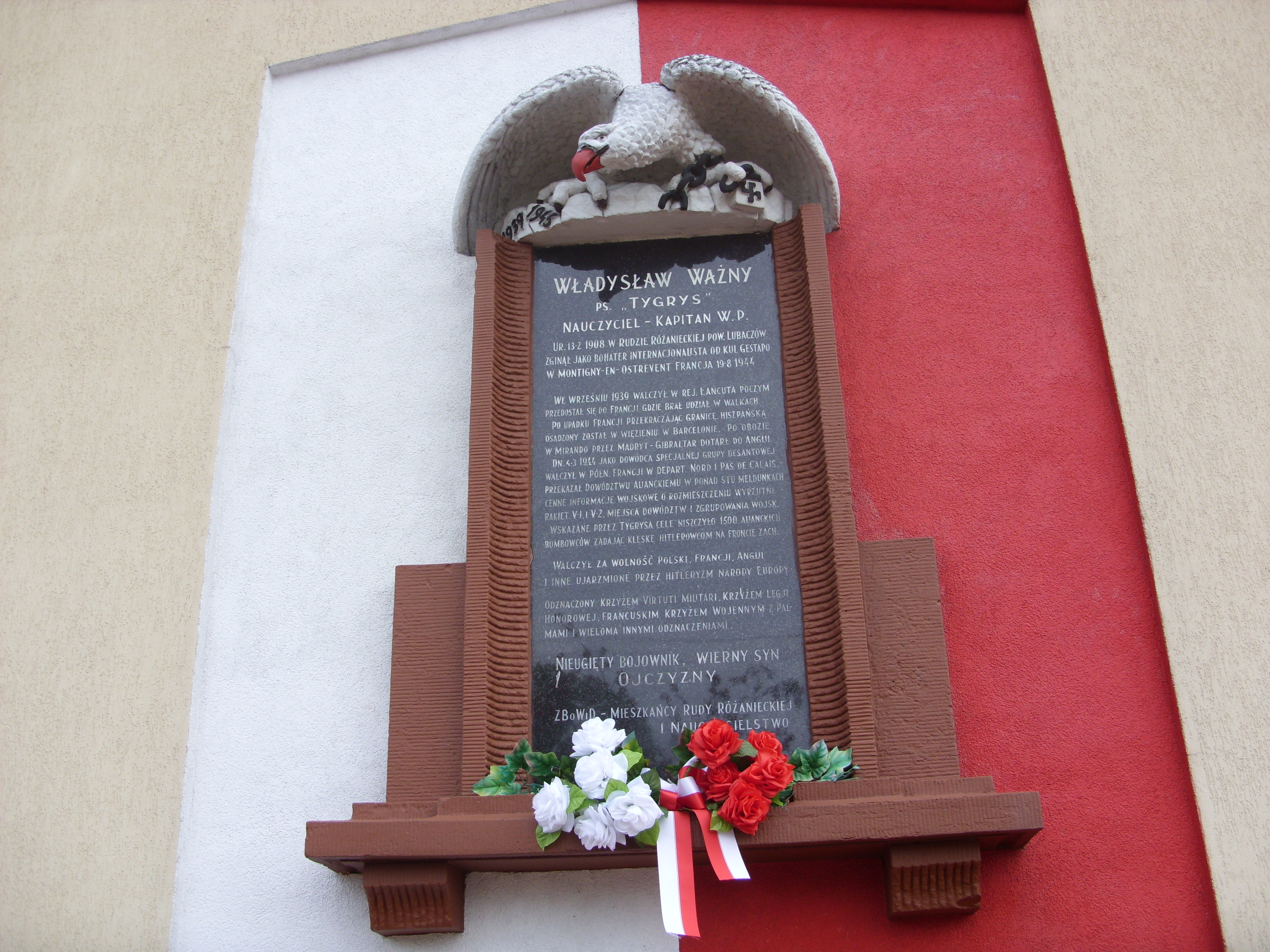
Władysław Ważny ps. Tygrys, nauczyciel, tablica w szkole w Rudzie Różanieckiej

Władysław Ważny ps. „Tygrys” (znany również jako Władysław Rozmus; ur. 3 lutego 1908 w Rudzie Różanieckiej, zm. 19 sierpnia 1944 w Montigny-en-Ostrevent we Francji) – kapitan Wojska Polskiego, uczestnik kampanii wrześniowej, organizator ruchu oporu w okupowanej Francji, agent polskiego wywiadu oraz agent brytyjskiego SOE m.in. szukający wyrzutni V-1 i V-2 we Francji, spadochroniarz Akcji Kontynentalnej.

## Życiorys

### Dzieciństwo i młodość
Urodził się 3 lutego 1908 roku we wsi Ruda Różaniecka, w województwie podkarpackim, w powiecie lubaczowskim, w gminie Narol, w rodzinie chłopskiej. Był synem Błażeja i Marii z domu Sigłowej; najstarszym spośród dziewięciorga ich dzieci. Miał pięć sióstr i trzech braci. Uczęszczał do seminarium nauczycielskiego w Cieszanowie. Po ukończeniu seminarium nauczycielskiego w 1930 roku pracował jako wiejski nauczyciel w Bobrówce, potem w Surochowie i w Sośnicy koło Jarosławia, gdzie został kierownikiem szkoły. W styczniu 1934 otrzymał stopień podporucznika rezerwy Wojska Polskiego.

### II wojna światowa
Po wybuchu II wojny światowej brał udział w kampanii wrześniowej jako dowódca plutonu w 39 Pułku Piechoty Strzelców Lwowskich. Po podboju Polski przez Niemcy i ZSRR, w październiku 1939 roku, przez Węgry przedostał się do Francji, gdzie wstąpił w szeregi tworzącego się Wojska Polskiego we Francji. Po klęsce Francji wraz z 2 Dywizją Strzelców Pieszych dostał się do obozu dla internowanych w Szwajcarii. Uciekł z niego i przez Francję przedostał się do Hiszpanii. Jeszcze w Pirenejach został aresztowany. Od 21 stycznia do 25 lipca 1943 osadzony został w ciężkim więzieniu w Barcelonie. Następnie przewieziony do obozu koncentracyjnego w Miranda del Ebro. Uciekł z tego obozu 20 sierpnia 1943 i dotarł do Gibraltaru i do Anglii. Trafił do Ośrodka Szkoleniowego Komandosów w Camusdarach w Szkocji.
Przeszedł kurs spadochronowy w Ringway pod Manchesterem i przeszkolenie dywersyjne. Miał lecieć do kraju, ale skierowano go do działań w ramach Akcji Kontynentalnej, do dyspozycji szefa wojskowego POWN Antoniego Zdrojewskiego. Został zastępcą dowódcy Okręgu „Północ” (Nord) majora Macieja Grabowskiego ps. Eugenie i jednocześnie szefa siatki wywiadowczej „Monika W.”. Zadaniem porucznika Władysława Ważnego było stworzenie na terenie okupowanej Francji sieci wywiadowczej, zbierającej informacje o rozlokowaniu wojsk niemieckich, o ich siłach, ruchach i miejscach stacjonowania. Po wylądowaniu w marcu 1944 we Francji okazało się, że najważniejsze dla alianckiego wywiadu są informacje dotyczące wyrzutni rakiet V1 i V2, rozmieszczonych w departamentach Nord i Pas-de-Calais. Pierwszy meldunek o nich por. Ważny nadał 11 czerwca 1944. Nawiązał kontakt z kpt. Michałem Golonem „Michelem”, Francuzem polskiego pochodzenia, łącznikiem pomiędzy Okręgiem Nord a francuskimi Organizacjami Ruchu Oporu. Dzięki licznym współpracownikom, w większości spośród miejscowej ludności polskiej, ale i Francuzów – por. Ważny zdołał przekazać drogą radiową do Londynu 182 meldunki radiowe o lokalizacji 173 wyrzutni V-1, 5 wyrzutni V-2 i 17 informacji o transporcie pocisków.
Efektem pracy konspiracyjnej „Tygrysa” było zbombardowanie przez alianckie samoloty 162 niemieckich wyrzutni V1. Spośród wszystkich jego meldunków naczelne dowództwo alianckie aż 83 zakwalifikowało jako najwyższej wartości. Osobiście por. Władysław Ważny wykrył 59 wyrzutni i zdobył szczegółowy plan jednej z nich, który przekazał pilnie do Wielkiej Brytanii. Siatka wywiadowcza Władysława Ważnego zniszczyła też dwie rampy wyładunkowe latających bomb, dźwignie w Douai, zlokalizowała fabrykę silników lotniczych w Albert, którą zbombardowano i zniszczyła pociąg towarowy z 200 silnikami lotniczymi. Porucznik Ważny wykrył, że w rejonie Mimoyecques (rejon Kanału La Manche) Niemcy rozpoczęli budowę wyrzutni pocisków V3. „Tygrysa” stale szukało, namierzając go, ponad 40 niemieckich samochodów radiogoniometrycznych. Współpracownik Władysława Ważnego, Mieczysław Golon uważał, że niszczono przez RAF bunkry i wyrzutnie V1 w cztery godziny po wysłaniu meldunku przez „Tygrysa”.

#### Śmierć
Władysław Ważny zginął krótko przed wyzwoleniem północnej Francji podczas próby aresztowania przez Niemców. Został trafiony kilkoma pociskami podczas próby ucieczki. „Tygrys” broniąc się – otworzył ogień do gestapowców, strzelając z obu rąk. Zlikwidował kilku z nich. Sam otrzymał serię z pistoletu maszynowego. Wokół śmierci Władysława Ważnego narosło sporo niejasności. Sam fakt, że zgon nastąpił bardzo szybko, zdaje się potwierdzać, że „Tygrys” mógł zażyć truciznę, którą zawsze nosił przy sobie. Działalność i walka Władysława Ważnego we Francji uchroniła tysiące mieszkańców Wysp Brytyjskich i Londynu od śmierci.

## Odznaczenia i awanse
Pośmiertnie został awansowany na stopień kapitana. W 1946 roku Władysław Ważny otrzymał pośmiertnie:
- Order Virtuti Militari V klasy
- Krzyż Walecznych – zarządzenie Ministra Obrony Narodowej L.dz. I0979/ Tj. Mob. „F”/44 z dnia 27 grudnia 1944
- Krzyż Zasługi z Mieczami – zarządzenie Ministra Obrony Narodowej L.dz. I0979/ Tj. Mob. „F”/44 z dnia 27 grudnia 1944
- Krzyż Czynu Bojowego Polskich Sił Zbrojnych na Zachodzie (6 marca 1998)
- Medal „Za udział w wojnie obronnej 1939” (6 marca 1998)

odznaczenia francuskie:
- Legia Honorowa V klasy
- Krzyż Wojenny (Francja)
- Medal Ruchu Oporu (Francja)

Władze brytyjskie nigdy nie przyznały kapitanowi Władysławowi Ważnemu żadnego odznaczenia. Premier Wielkiej Brytanii Winston Churchill przemawiając w Izbie Gmin w lutym 1946 roku złożył hołd Władysławowi Ważnemu i jego siatce wywiadowczej mówiąc:

Polacy ponieśli ciężkie straty. Pięć z sześciu stacji nadawczych zostało zlikwidowanych przez 40 grup rozpoznawczych, a kapitan WAŻNY o pseudonimie „Tygrys”, oficer wywiadu, zginął w akcji. Garstka odważnych żołnierzy stoczyła ciężką, cichą bitwę w obcym kraju i zginęła, aby londyńczycy mogli żyć. Nie należy o nich zapominać.

## Upamiętnienie
W 1955 roku imieniem kpt. Ważnego nazwano ulicę w miejscowości Montigny-en-Ostrevent, w której zginął; wzniesiono także pomnik na miejscowym cmentarzu.
W 1966 roku został patronem szkoły podstawowej w rodzinnej Rudzie Różanieckiej.
Na 50. rocznicę tragicznej śmierci Władysława Ważnego, zostały zorganizowane w Montigny-en-Ostrevent uroczyste obchody wraz z wystawą. Przyjechała ekipa TVP i przygotowała 35-minutowy film, emitowany przez TVP Polonia i TVP Historia.
26 września 2021 kpt. Władysław Ważny został patronem Szkoły Podstawowej w Sośnicy w województwie podkarpackim. Podczas ceremonii odsłonięto m.in. pamiątkowy mural wykonany w ramach projektu Ministerstwa Obrony Narodowej „MUR, ALE historia Wojska Polskiego”, autorstwa stypendysty Ministerstwa Kultury i Dziedzictwa Narodowego Arkadiusza Andrejkowa.

## Życie prywatne
Jedyną miłością jego życia była Danuta Klepatówna z Rudy Różanieckiej, pracownica poczty, z którą korespondował do końca swojego życia.

## Galeria

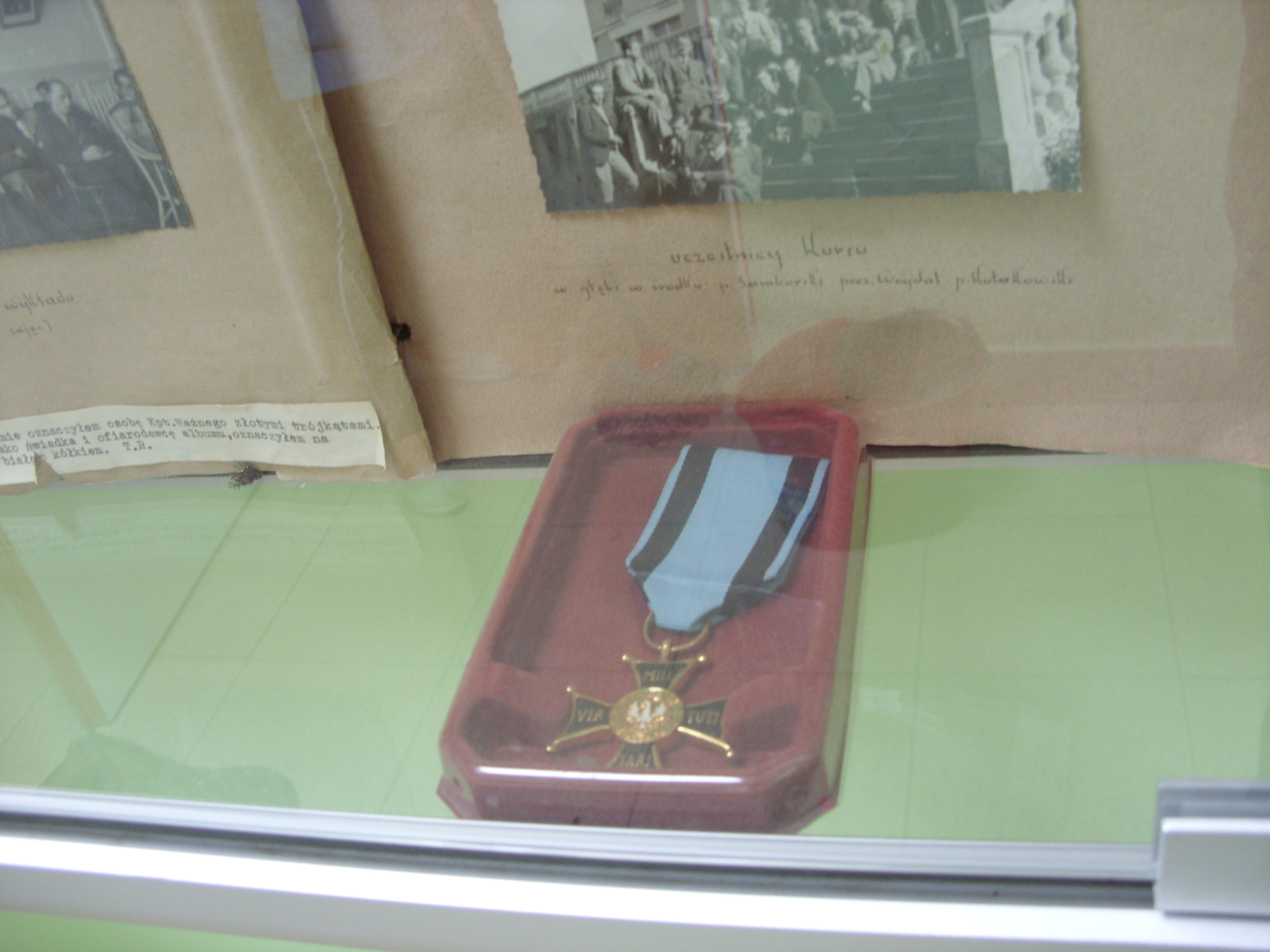
Order Virtuti Militari kpt. Władysława Ważnego „Tygrysa”
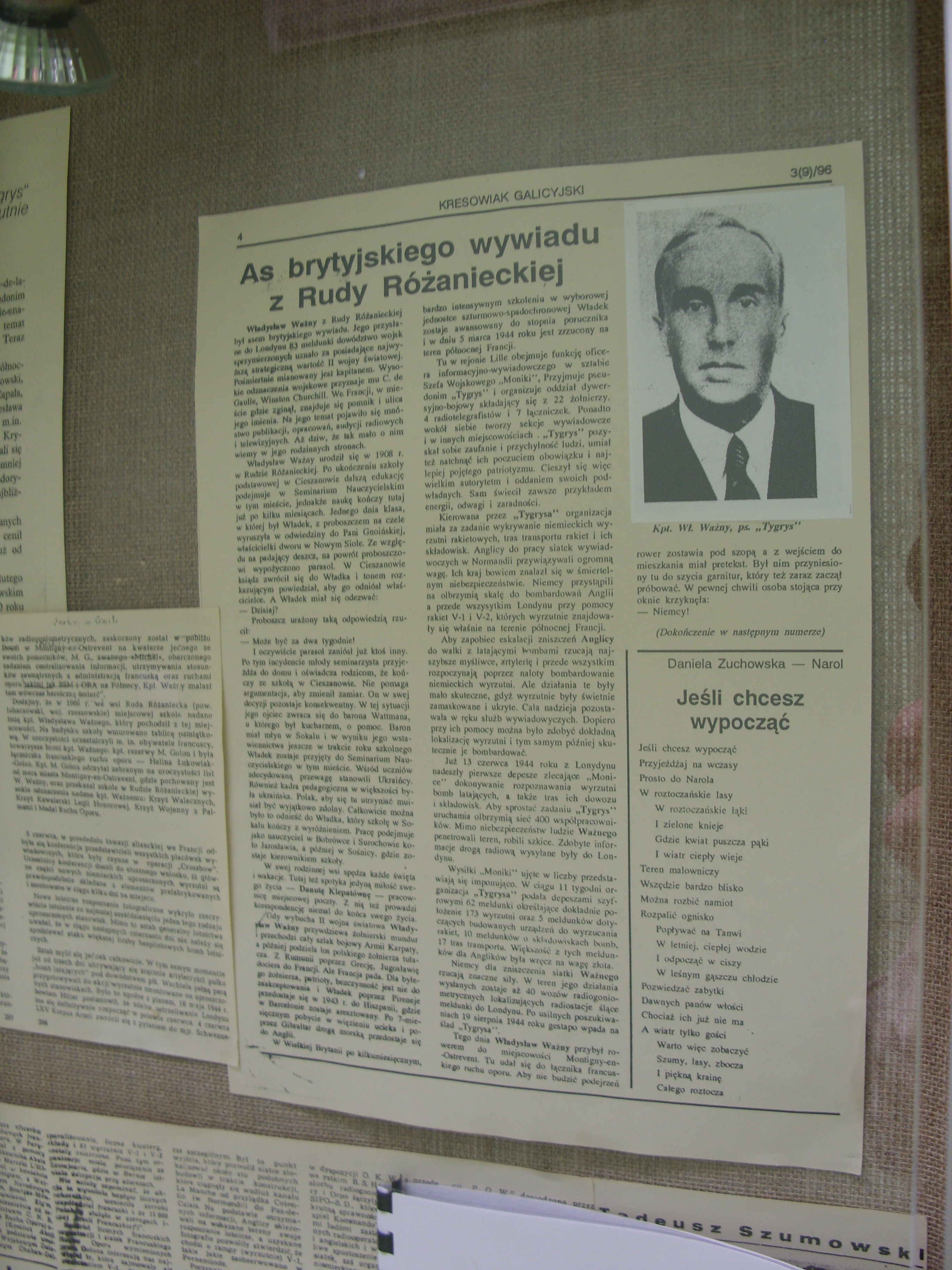
As brytyjskiego wywiadu Władysław Ważny ps. Tygrys, szkoła w Rudzie Różanieckiej
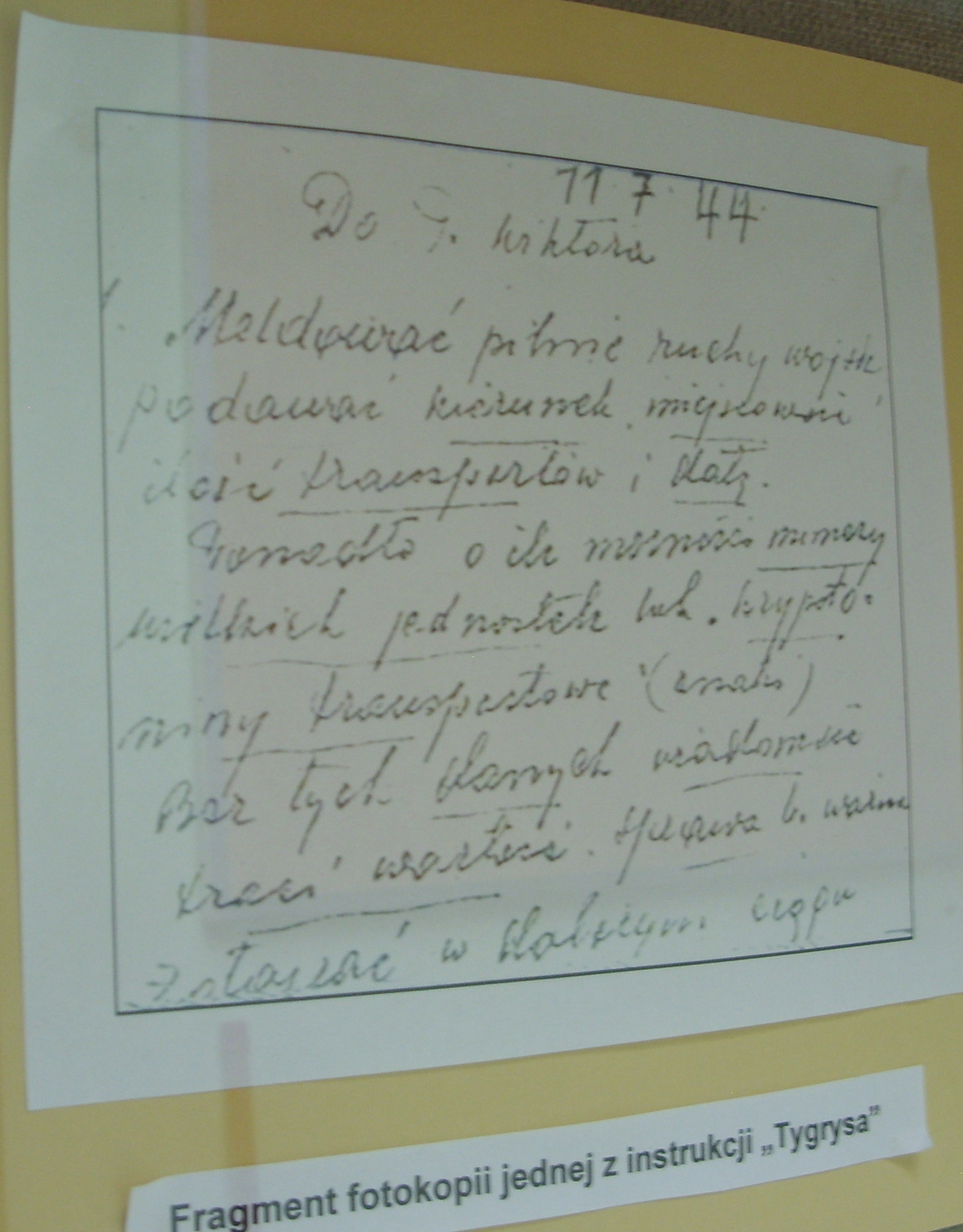
Fragment instrukcji „Tygrysa” Władysława Ważnego
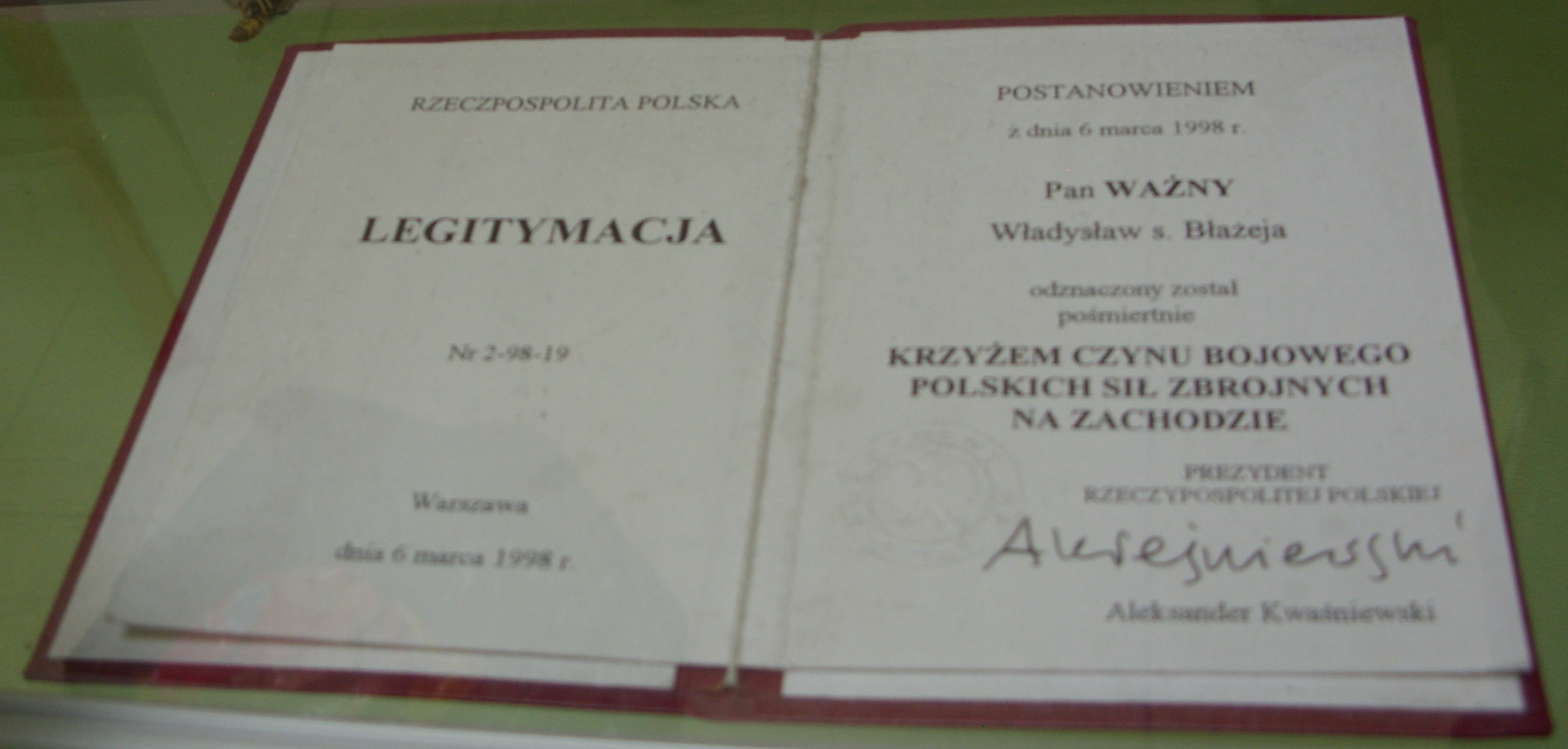
Legitymacja Władysława Ważnego Krzyż Czynu Bojowego Polskich Sił Zbrojnych na Zachodzie
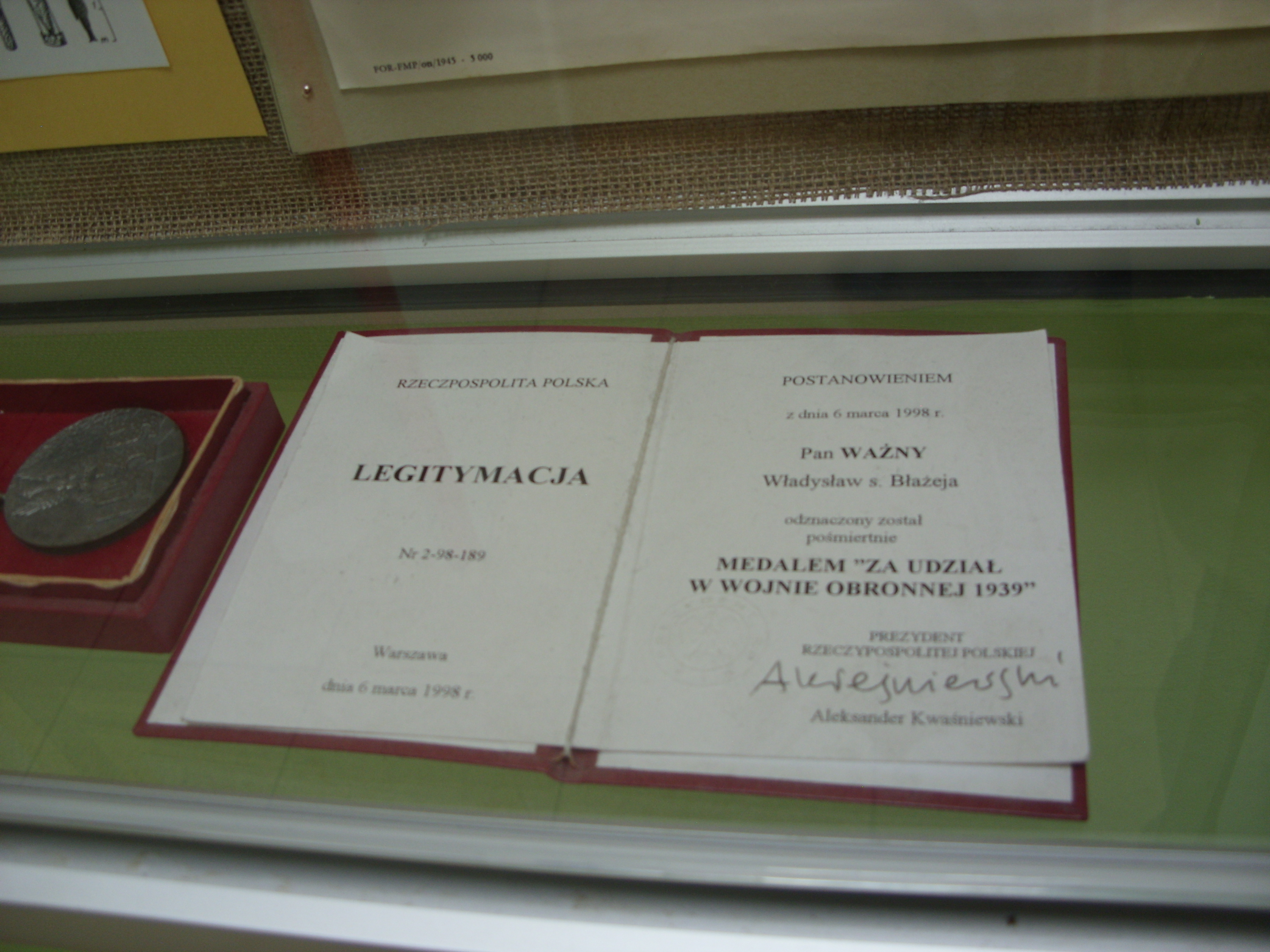
Legitymacja Władysława Ważnego Medal „Za udział w wojnie obronnej 1939”
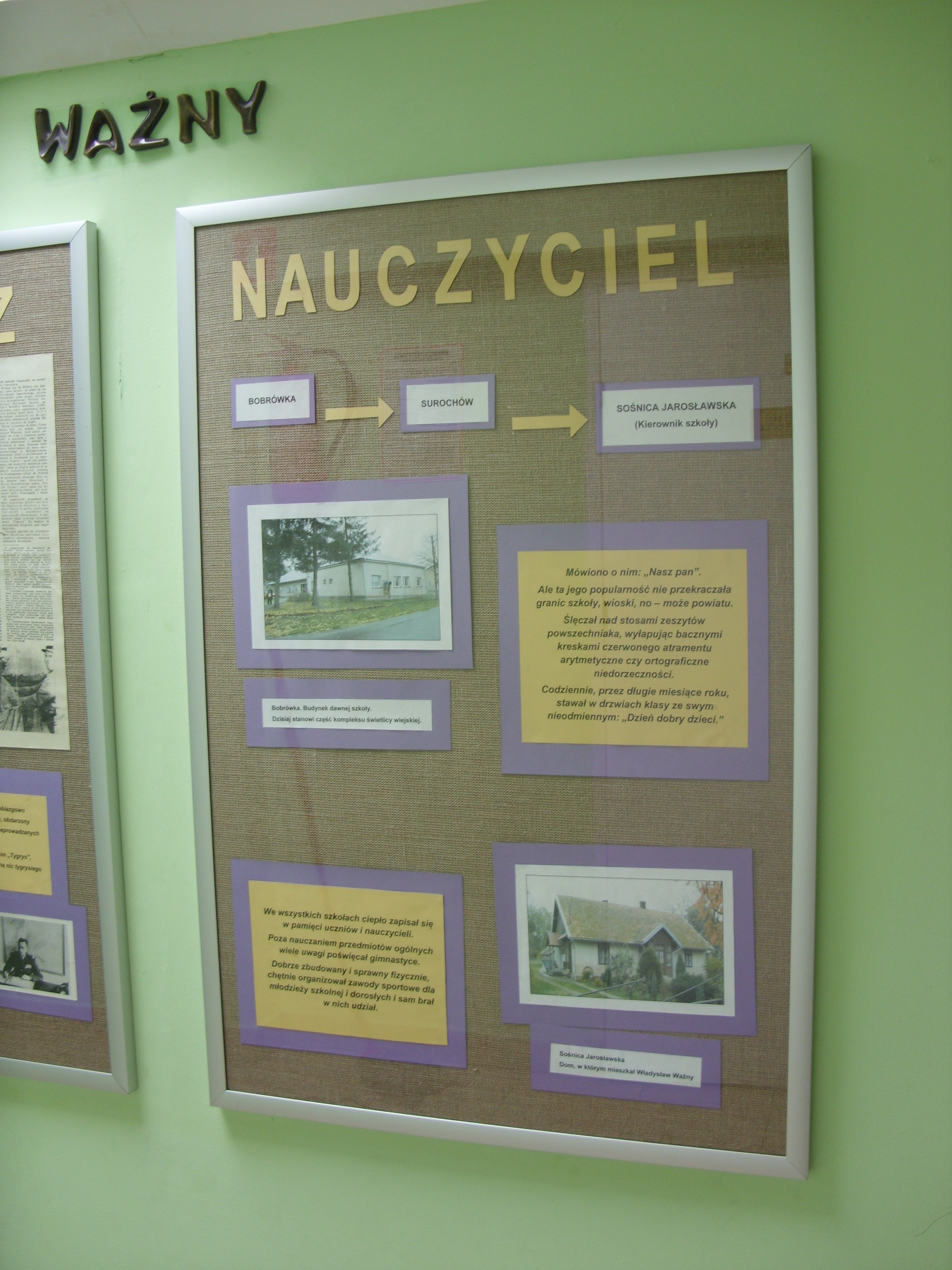
Nauczyciel Władysław Ważny
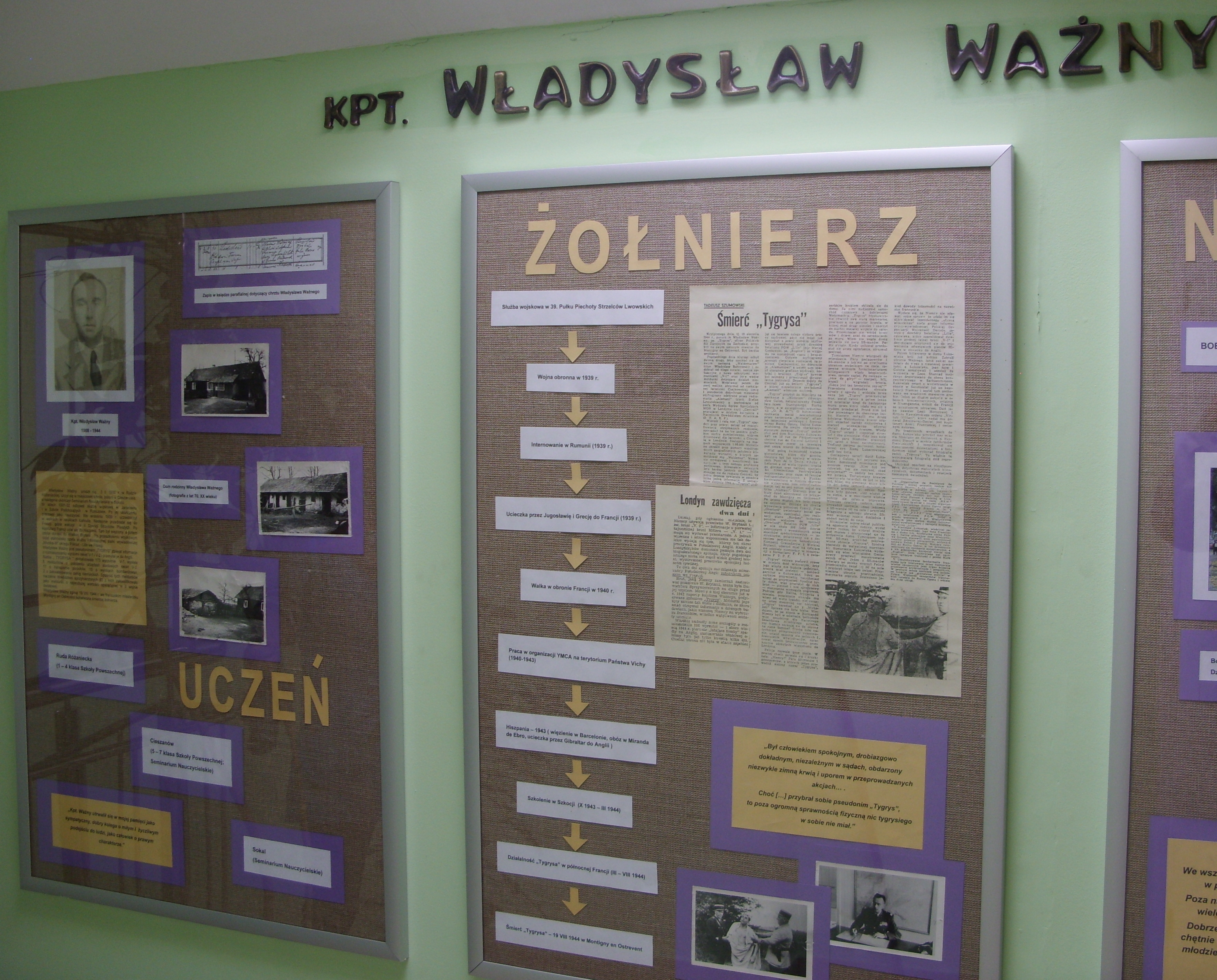
Wystawa o patronie szkoły Władysławie Ważnym „Tygrysie”
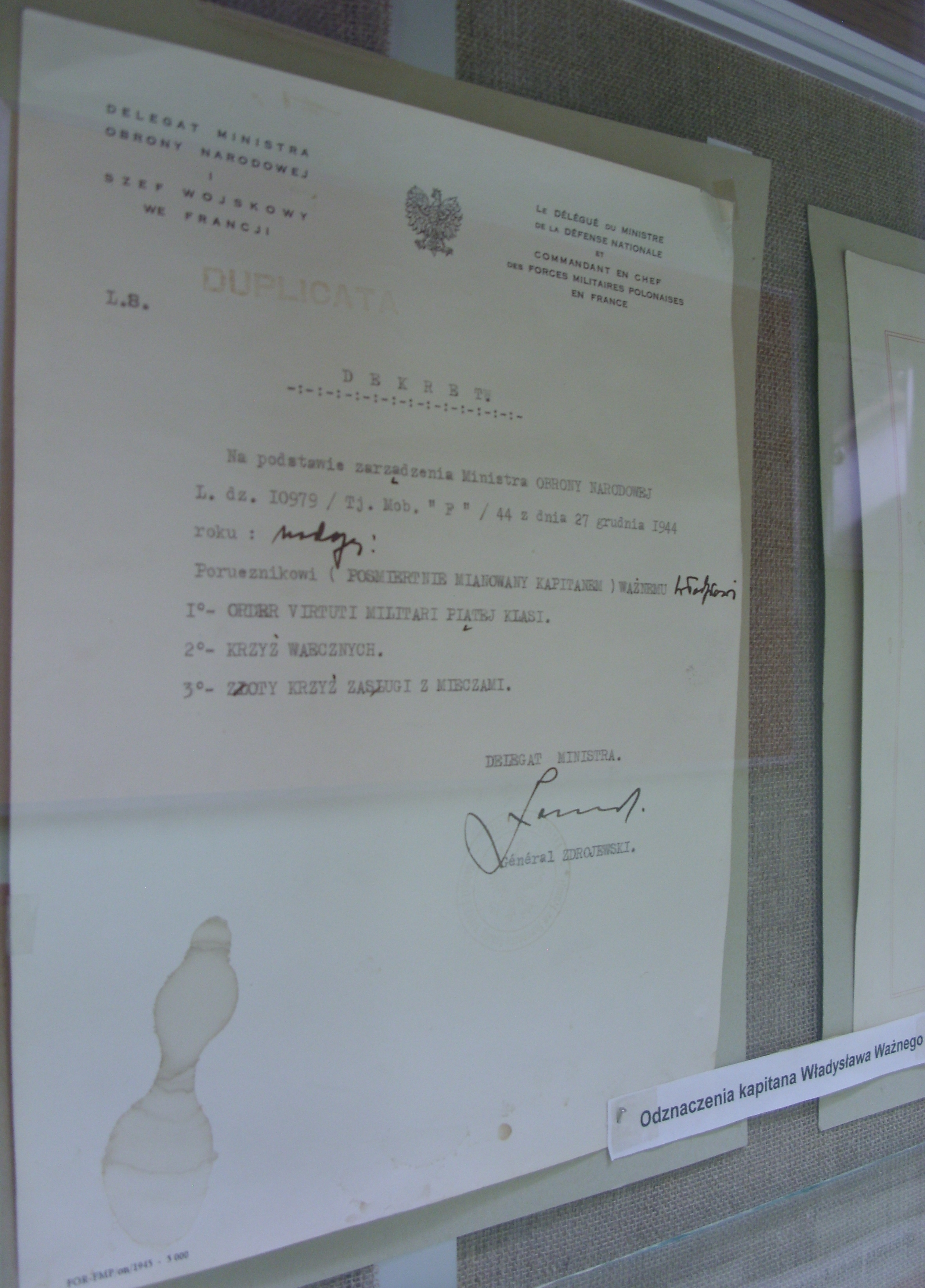
Odznaczenia Władysława Ważnego: Order Virtuti Militari, Krzyż Walecznych, Złoty Krzyż Zasługi z Mieczami